# 개그야
개그야는 2006년 2월 16일부터 2009년 9월 27일까지 방송되었던 코미디 프로그램이다.

## 방송 시간
| 방송 채널 | 방송 기간                          | 방송 시간                 |
| --------- | ---------------------------------- | ------------------------- |
| MBC TV    | 2006년 2월 16일 ~ 2006년 2월 23일  | 매주 목요일 밤 11시 5분   |
| MBC TV    | 2006년 3월 10일 ~ 2006년 6월 2일   | 매주 금요일 밤 10시 50분  |
| MBC TV    | 2008년 4월 4일 ~ 2008년 11월 14일  | 매주 금요일 밤 10시 50분  |
| MBC TV    | 2006년 7월 3일 ~ 2007년 8월 13일   | 매주 월요일 밤 11시 15분  |
| MBC TV    | 2007년 8월 26일 ~ 2008년 3월 23일  | 매주 일요일 오후 4시 35분 |
| MBC TV    | 2008년 11월 21일 ~ 2009년 4월 25일 | 매주 토요일 밤 11시 55분  |
| MBC TV    | 2009년 5월 3일 ~ 2009년 9월 27일   | 매주 일요일 오후 4시 20분 |

## 출연한 코미디언
ㄱ
- 고명환
- 고정호
- 김경진
- 김근현
- 김대성
- 김두영
- 김미려
- 김신영
- 김완기
- 김이삭
- 김주연
- 김철민
- 김한배
- 남정미
- 류경진
- 김일희

ㅂ
- 박초은
- 박성호
- 박준형

ㅅ
- 성은채
- 손헌수
- 신동수
- 신봉선

ㅇ
- 양철수
- 양헌
- 양해림
- 양희성
- 오정태
- 유상엽
- 유도균
- 이경애
- 이국주
- 이문원
- 이상화
- 이석재
- 이지수
- 이태영
- 이혁재

ㅈ
- 전환규
- 정명옥
- 정성호
- 정종철
- 조원석
- 조정린
- 조현민

ㅊ
- 천수정
- 최국
- 최군
- 최설아
- 함효주

ㅎ
- 허안나
- 홍가람
- 황제성

## 코너
(코너명 오름차순)
- 그렇지요~~ (출연 : 황제성, 박성아, 정명옥, 홍훤, 기승미, 권영기, 천수정, 양해림, 최재호, 송슬기, 조현민, 손소연, 유상엽, 이석재, 이경애, 최설아, 김두영 / 특별 게스트 : 황상수)[1] (2008.05.16. ~ 2009.09.27.)
- 입시명문 대치동 학원 (출연 : 최군, 김완기, 이문원)[2] (2009.09.06. ~ 2009.09.27.)
- 명감독 김경진 (출연 : 정성호, 김경진, 이국주) (2009.05.10. ~ 2009.09.27.)
- 미실과 선덕여왕 (출연 : 김미려, 천수정, 이혁재, 양희성, 고명환, 조현민, 오정태, 김철민, 최재호, 김근현, 유정승, 박준형, 김완기, 정성호, 김경진, 조정린, 황제성, 정종철)[3][4][5][6][7][8][9] (2009.07.19. ~ 2009.09.27.)
- 샤갈의 비내리는 마을[10](출연 : 오정태, 김완기, 박준형) (2009.07.12. ~ 2009.09.27.)
- 스타 팬미팅[11](출연 : 박준형, 조정린, 이경애, 홍가람, 김완기, 유정승, 최국, 남정미, 양희성, 이지수, 이국주, 오정태 / 특별 게스트 : 룰라, FT아일랜드, 브라운 아이드 걸스, 카라, 은지원, 포미닛[12]) (2009.08.16. ~ 2009.09.27.)
- 어쩌지?! (출연 : 정명옥, 천수정, 김철민, 김미려, 정성호) (2009.06.07. ~ 2009.09.27.)
- 지금 뭐하는 짓이야 (출연 : 조현민, 홍가람, 최국, 이미선) (2009.07.05. ~ 2009.09.27.)

## 방영 당시 경쟁 코미디 프로그램
- 개그콘서트 (KBS 2TV)
- 웃음을 찾는 사람들 (SBS TV)

## 프로그램 역사
탄생 배경
2000년대 초까지만 해도 MBC는 비공개 코미디를 발전시켜 코미디하우스의 '10분 토론'과 '노브레인 서바이버'를 히트시키며, 코미디 왕국으로 불렸지만 KBS에서 처음으로 공개 코미디형식의 개그콘서트를 방송하기 시작하면서 대세가 기울기 시작했다. MBC는 대중의 변화에도 불구 비공개 코미디를 계속 고수해왔으며, 결국 2003년 이후 MBC의 코미디는 지상파 방송3사 중 꼴찌가 되었다.
특히 2001년에 방송된 오늘밤 좋은밤은 당초 코미디 닷컴에서 방송했지만 이 프로그램 폐지 후 이동한 '알까기'와 '추억은 방울방울'의 코너를 통해 10~15%대의 시청률을 기록하며 인기를 모았으나 같은 해 9월 24일부터 코너들을 물갈이하면서 시청률이 갈수록 떨어지자 그 해 가을개편으로 막을 내렸으며, MBC는 그 이후 1년에 2개 이상 코미디 프로그램을 편성하지 않았다.
결국 공개코미디 프로그램인 웃으면 복이와요를 뒤늦게 신설하여 부활을 꾀하였으나 결과는 실패였다. 이후 후속격으로 이경규, 김경식, 정형돈, 김국진, 이윤석 등 국내 유명 개그맨들이 모여 비공개코미디 코미디 버라이어티 웃는 day를 신설하였지만 시청률은 오히려 더욱 하락하며, 13회 만에 종영을 맞는 모습을 보였으며, 과거 명성을 부활시킬 목적으로 개그야가 신설되었다.
초창기
개그야는 100분 토론이 2005년 가을 1시간 늦춰진 뒤 그동안 MBC가 시청률면에서 밀려왔던 매주 목요일 밤 11시대에 전격 편성되었다. 그러나 시청률은 2~4%를 기록하며, 이전의 프로그램들과 마찬가지로 외면을 받았다. 그리하여 결국 MBC는 개그야를 살리기 위하여 매주 금요일 밤 11시대의 뉴스플러스-암니옴니와 체인지를 하게 된다. 방송을 개시한 지 1달 만의 일이었다.
상대적으로 시청률 경쟁이 덜한 매주 금요일 밤 11시대여서 그런지 시청률은 조금씩 상승하기 시작하였지만 그래도 방송3사 중 가장 낮은 시청률을 기록하였다. 게다가 2006년 6월 독일 월드컵 특집편성으로 인하여 1달 내내 결방이 되었으며, 이후 7월 MBC는 개그야를 매주 월요일 밤 11시대로 다시 옮긴다.
이참에 담당PD는 특단의 대책으로 뮤직스토커, 내사랑 나타샤, 개그 신인왕전 등 4개의 코너를 제외한 나머지들을 전부 없애고 사모님, 명품남녀, 크레이지 등의 새로운 코너들로 단장을 하였다.
전성기
새 코너들로 단장한 개그야는 특히 김미려와 김철민의 사모님을 중심으로 서서히 입지를 다지기 시작하였으며, 운전해~와 어서~의 유행어가 퍼지면서 시청률도 급상승하기 시작하였다.
당시 동시간대에 철옹성같이 시청률 1위를 독식하고 있던 SBS의 야심만만-만명에게 물었습니다는 이에 서서히 하락하기 시작했으며, 결국 개그야는 2006년 10월 야심만만의 시청률을 뛰어넘고 동시간대 1위로 등극한다. 이후 개그야는 10% 중후반의 최고시청률을 기록하며 승승장구하였다.
사모님의 김미려는 신인 코미디언임에도 불구하고 2006년 MBC 방송연예대상 대상후보에 오르기까지 할 정도였다. 그러나 이후 사모님 코너가 종영한 후 개그야는 한가지 문제에 봉착하게 된다.
쇠퇴기
사모님 코너에 너무 의지했던 개그야는 막상 코너가 종영된 후에 대표 코너를 잃었고 명품남녀, 크레이지, 주연아 등이 간신히 명맥을 이어가며 10% 초반의 불안한 시청률을 기록했다.
그러나 이 코너마저도 종영하고 개그야는 서서히 빛을 잃어가기 시작하였으며, 더군다나 매주 월요일 밤 11시대에 KBS에서 미녀들의 수다를 편성하기 시작하면서 시청률은 다시 한자릿수로 떨어졌으며, SBS 야심만만에도 밀려 다시 동시간대 3위로 추락하고 만다.
그 뒤 개그야는 5~7%의 저조한 시청률로 다시 관심 밖으로 밀려났으며, MBC는 2007 대선에 앞서 100분 토론을 목요일 밤 11시대로 편성했으며, 그 시간대에 방송하던 지피지기를 개그야의 방송시간인 매주 월요일 밤 11시대로 옮기기로 하였으며, 개그야는 매주  일요일 오후 4시 35분으로 다시 시간대를 옮기게 되었다.
그러나 이 시간대는 시청률이 그리 좋지 않은 시간대여서 개그야는 더 잊혀지기 시작하였으며, 여러 가지 아이디어를 시도해보았지만 모두 실패한 상태로 시간대 이동만이 살 길이 되었다.
부활
개그야는 KBS의 개그콘서트에서 활동해오던 인기개그맨 박준형, 정종철, 오지헌 등을 2008년 3월부터 차례로 섭외하였으며, 시간대를 다시 매주 금요일 밤 11시로 옮기고 대개편까지 단행하면서 저조했던 시청률이 상승하며 천수정 이뻐, 그렇지요~~, 우리도 결혼했어요 등의 새 코너들이 주목을 받기 시작했다. 개그맨 심현섭 이 《가슴팍도사》로 합류하여 시청률이 상승되기도 하였다.
폐지
MBC 개그야는 코너를 대대적으로 단행하였음에도 여전히 시청률 한 자릿수대를 유지하며, 시청자들의 외면을 받아 결국 MBC는 2009년 가을개편에서 164회를 끝으로 프로그램을 폐지하기로 결정하였다. 후속 프로그램은 하땅사로써 제목의 뜻은 '하늘도 웃고 땅도 웃고 사람도 웃고'라는 문장의 줄임말이며, SBS 웃찾사에서 활약했던 컬투가 출연하게 된다.
한편, 해당 프로그램(개그야) 폐지 후  공개 코미디의 하락세가 지속되자 웃찾사 초대 연출자였던 이동규 SBS PD가 김병만 김준호와 함께 비공개 코미디를 새로 준비할 계획이었으나 2012년 동덕여대 교수로 이직하는 바람에 무산되기도 했다.